# Vita Semerenko
Pour les articles homonymes, voir Semerenko.
Viktoria Semerenko (ukrainien : Вікторія Олександрівна Семеренко), née le 18 janvier 1986 à Krasnopillia, dans l'oblast de Soumy, est une biathlète ukrainienne. Elle est davantage connue sur le circuit international sous le nom de Vita Semerenko. Sa sœur jumelle, Valj, est également une biathlète évoluant au plus haut niveau. Elle remporte le titre olympique du relais en 2014, Jeux où elle est aussi médaillée de bronze en sprint.

## Carrière
Membre du club Dynamo Soumy, la biathlète s'est d'abord illustrée dans les compétitions réservées aux juniors. Ainsi, en 2005, elle remporte deux médailles d'argent, sur l'individuel et le relais féminin, aux Championnats du monde juniors de Kontiolahti (Finlande). L'année suivante, Semerenko fait son apparition au plus haut niveau mondial en disputant ses premières courses dans la Coupe du monde. Dès l'épreuve inaugurale de la saison 2006-2007, à Östersund, l'Ukrainienne inscrit de premiers points en terminant 24e d'un individuel. C'est dans cette même station suédoise, lors des Championnats du monde 2008, que la biathlète remporte la médaille d'argent du relais féminin.
Le 20 décembre 2008, Vita Semerenko enlève son premier podium individuel en Coupe du monde en terminant deuxième d'un sprint organisé à Hochfilzen en Autriche. L'Ukrainienne s'intercale alors entre la Russe Svetlana Sleptsova et la Suédoise Helena Jonsson. Dès l'étape suivante de Coupe du monde, disputée dans la station allemande d'Oberhof, elle obtient un premier succès collectif dans l'épreuve du relais féminin. Quelques semaines plus tard, en mars 2009, elle termine troisième de l'individuel des épreuves pré-olympiques de Vancouver au Canada, le deuxième podium individuel de sa carrière. Aux Jeux olympiques d'hiver de 2010, elle se classe au mieux individuellement sur le sprint et est sixième du relais.
Elle connaît plusieurs succès dans Les championnats du monde à partir de 2011, remportant, cette année, la médaille de bronze de la poursuite. Ensuite, en 2012 et 2013, elle collecte deux autres médailles de bronze sur l'individuel, auxquelles elle ajoute l'argent au relais en 2013.
Alors que de violents affrontements se déroulent à Kiev dans son pays, Vita Semerenko présente aux Jeux olympiques de Sotchi, décroche une médaille de bronze sur l'épreuve du sprint, derrière respectivement la Slovaque Anastasia Kuzmina et la Russe Olga Vilukhina, qui est plus tard disqualifiée pour dopage, qui doit laisser sa médaille d'argent à Vita Semerenko ; cette décision sera annulée en 2020 par le Tribunal arbitral du sport. Ensuite, elle obtient la médaille d'or lors de l'épreuve de relais (4 × 6 km), en compagnie de sa sœur Valj Semerenko, de Juliya Dzhyma et Olena Pidhrushna.
En raison d'une hernie discale, elle doit déclarer forfait pour la saison 2014-2015. Elle doit déclarer forfait également pour la saison 2015-2016. 
Elle revient à temps pour les Jeux olympiques d'hiver de 2018, où elle ne réalise aucun top dix. En Coupe du monde, elle signe deux podiums à Annecy et Oberhof cet hiver.
Elle obtient deux nouvelles médailles de bronze avec le relais ukrainien aux championnats du monde en 2019 et  2020.
Elle est suspendue en 2024 avec d'autres athlètes par le Centre national ukrainien d’antidopage pour avoir manqué trois contrôles antidopage au cours des douze derniers mois. Même si elle ne participe plus aux compétitions majeures, Vita Semerenko fait toujours partie de l’équipe nationale et concourt sur le circuit national.

## Palmarès

### Jeux olympiques d'hiver
| Épreuve / Édition                | Individuel | Sprint                              | Poursuite | Départ en masse | Relais                         | Relais mixte                     |
| Jeux olympiques 2010 Vancouver   | 22e        | 33e                                 | 41e       | —               | 6e                             | Épreuve inexistante à cette date |
| Jeux olympiques 2014 Sotchi      | 29e        | Médaille de bronze, Jeux olympiques | 10e       | 16e             | Médaille d'or, Jeux olympiques | —                                |
| Jeux olympiques 2018 Pyeongchang | 63e        | 14e                                 | 18e       | 24e             | 11e                            | —                                |

Légende :

 : première place, médaille d'or

 : deuxième place, médaille d'argent

 : troisième place, médaille de bronze

 : pas d'épreuve

— : Non disputée par Vita Semerenko

### Championnats du monde
| Mondiaux \ Épreuve      | Individuel                   | Sprint                       | Poursuite                    | Départ en masse              | Relais                       | Relais mixte |
| 2007 Antholz            | 20e                          | 12e                          | 20e                          | 20e                          | 9e                           | —            |
| 2008 Östersund          | 13e                          | 35e                          | DNS                          | 4e                           | Médaille d'argent, monde     | —            |
| 2009 Pyeongchang        | 12e                          | 26e                          | 19e                          | 4e                           | DNF                          | —            |
| 2010 Khanty-Mansiïsk    | Jeux olympiques de Vancouver | Jeux olympiques de Vancouver | Jeux olympiques de Vancouver | Jeux olympiques de Vancouver | Jeux olympiques de Vancouver | 6e           |
| 2011 Khanty-Mansiïsk    | Médaille de bronze, monde    | 17e                          | 17e                          | 24e                          | DSQ                          | 8e           |
| 2012 Ruhpolding         | 16e                          | Médaille de bronze, monde    | 8e                           | 7e                           | 6e                           | 14e          |
| 2013 Nové Město         | 5e                           | Médaille de bronze, monde    | 9e                           | 4e                           | Médaille d'argent, monde     | —            |
| 2019 Östersund          | —                            | —                            | 76e                          | —                            | Médaille de bronze, monde    | 7e           |
| 2020 Antholz-Anterselva | 29e                          | 11e                          | 39e                          | —                            | Médaille de bronze, monde    | —            |
| 2021 Pokljuka           | 41e                          | —                            | —                            | —                            | —                            | —            |

Légende :

 : première place, médaille d'or

 : deuxième place, médaille d'argent

 : troisième place, médaille de bronze

— : non disputée par Vita Semerenko

DSQ : disqualifiée

DNF : abandon

### Coupe du monde
- Meilleur classement général : 10e en 2013.
- 11 podiums individuels : 3 deuxièmes places, 8 troisièmes places[8].
- 13 podiums en relais : 4 victoires, 6 deuxièmes places et 3 troisièmes places.
- 2 podiums en relais mixte : 2 deuxièmes places.

 Dernière mise à jour le 23 février 2020 

#### Classements en Coupe du monde
| Saison    | Classement général final | Individuel | Sprint | Poursuite | Mass start |
| 2006-2007 | 46e                      | 39e        | 50e    | 50e       | 40e        |
| 2007-2008 | 38e                      | 18e        | 39e    | nc        | 24e        |
| 2008-2009 | 13e                      | 7e         | 10e    | 18e       | 17e        |
| 2009-2010 | 18e                      | 25e        | 22e    | 18e       | 12e        |
| 2010-2011 | 14e                      | 7e         | 17e    | 18e       | 18e        |
| 2011-2012 | 12e                      | 19e        | 12e    | 13e       | 11e        |
| 2012-2013 | 10e                      | 16e        | 10e    | 14e       | 3e         |
| 2013-2014 | 31e                      | 49e        | 29e    | 23e       | -          |
|           |                          |            |        |           |            |
| 2017-2018 | 15e                      | 54e        | 10e    | 11e       | 17e        |
| 2018-2019 | 45e                      | nc         | 30e    | 50e       | 48e        |
| 2019-2020 | 41e                      | 39e        | 35e    | 29e       |            |
| 2020-2021 | nc                       | nc         | nc     |           |            |
| 2021-2022 | nc                       |            | nc     |           |            |

### Championnats d'Europe
- Médaille d'argent du sprint en 2007.
- Médaille de bronze du relais en 2007.
- Médaille d'or du relais en 2008.
- Médaille d'or du relais en 2009.
- Médaille d'argent de la poursuite en 2009.
- Médaille d'argent du relais en 2010.
- Médaille de bronze du sprint en 2010.
- Médaille d'or du relais en 2011.
- Médaille d'or du relais en 2012.
- Médaille de bronze du relais en 2021.

### Championnats d'Europe junior
- Médaille de bronze du relais en 2005.

### Championnats du monde junior
- Médaille d'argent de l'individuel en 2005.
- Médaille d'argent du relais en 2005.

### Universiades
- Médaille d'or de la poursuite en 2007.
- Médaille d'argent du relais en 2007.
- Médaille de bronze de l'individuel en 2007.
- Médaille de bronze du sprint en 2007.
- Médaille d'or du sprint en 2011.
- Médaille d'or de la poursuite en 2011.
- Médaille d'or du relais mixte en 2011.

### Championnats du monde de biathlon d'été
- Médaille d'argent de la poursuite en 2007.
- Médaille d'argent du relais mixte en 2007.
- Médaille de bronze du sprint en 2007.
- Médaille d'or de la poursuite en 2012.
- Médaille d'argent du sprint et du relais mixte en 2012.
- Médaille de bronze de la poursuite en 2019.